# Kalanchoe citrina
Kalanchoe citrina ist eine Pflanzenart der Gattung Kalanchoe in der Familie der Dickblattgewächse (Crassulaceae).

## Beschreibung

### Vegetative Merkmale
Kalanchoe citrina ist eine ausdauernde, vollständig filzig mit zottigen, zugespitzten, nicht drüsigen Haaren bedeckte Pflanze, die Wuchshöhen von 20 bis 150 Zentimeter erreicht. Die aufrechten oder an der Basis niederliegend-aufrechten Triebe sind grau. Die sitzenden oder gestielten Laubblätter sind grau oder bräunlich grün. Der bis zu 2 Zentimeter lange Blattstiel ist auf der Oberseite abgeflacht und gefurcht. Die lanzettliche bis etwas rhombische oder eiförmige bis fast kreisrunde Blattspreite ist bis zu 12 Zentimeter lang und 4 Zentimeter breit. Ihre Spitze ist zugespitzt oder stumpf, die Basis keilförmig. Der Blattrand ist gezähnt bis fast ganzrandig oder gelegentlich tief eingeschnitten.

### Generative Merkmale
Der kleine, dichte, flachgipflige Blütenstand ist zymös und bis zu 15 Zentimeter lang. Die aufrechten Blüten stehen an 1 bis 5 Millimeter langen Blütenstielen. Ihre filzige Kelchröhre ist etwa 1 Millimeter lang. Die pfriemlichen bis dreieckig-lanzettlichen Kelchzipfel sind 4 bis 8 Millimeter lang und 1 bis 8 Millimeter breit. Die filzigen Kronblätter sind blass zitronengelb oder goldgelb oder bräunlich orangerosafarben. Die Kronröhre ist 10 bis 12 Millimeter lang. Ihre verkehrt eiförmigen Kronzipfel tragen ein aufgesetztes Spitzchen. Sie weisen eine Länge von 5 bis 7 Millimeter auf und sind 2,8 bis 3,5 Millimeter breit. Die Staubblätter ragen nicht aus der Blüte heraus. Die länglich eiförmigen Staubbeutel sind 0,7 bis 1,1 Millimeter lang. Die linealisch-lanzettlichen Nektarschüppchen weisen eine Länge von 2,5 bis 3,5 Millimeter auf. Das linealisch-lanzettliche Fruchtblatt weist eine Länge von 6 bis 8,5 Millimeter auf. Der Griffel ist 1 bis 2 Millimeter lang.
Die Chromosomenzahl beträgt 2n = 68.

## Systematik und Verbreitung
Kalanchoe citrina ist in Jemen, Äthiopien, Somalia, Uganda und Kenia verbreitet. 
Die Erstbeschreibung durch Georg August Schweinfurth wurde 1896 veröffentlicht.

## Nachweise